# Türosz
Türosz vagy Szúr (arab صور [Ṣūr]) Libanon egyik legjelentősebb városa. A 2003-ban 117 ezer lakosú település a Földközi-tenger partján, az ország fővárosától, Bejrúttól 80 kilométerre délre fekszik. A neve sziklát jelent, mivel a város eredetileg egy sziklára épült.
Napjainkban az ország negyedik legnépesebb városa, ahol a fő bevételi forrás a turizmus. Ezt az is segíti, hogy az ókori részei 1984-ben világörökségi címet kaptak. A város legfontosabb műemlékei a római korból és a keresztes hadjáratok idejéből származnak. A császári városból az oszlopsorokkal szegélyezett római utak, egy diadalív, a tornacsarnok, a fürdő és az aréna romjai láthatók. A városfal egy része föníciai eredetű. A falmaradványok egy másik része a keresztesek korára datálható, ezen kívül figyelemre méltóak a katedrális maradványai.

## Történelem
Türosz az ókorban élte fénykorát, mikor egy időben Fönícia legjelentősebb városállama, s a Földközi-tenger meghatározó tényezője volt. A legendák szerint itt született Európé és Dido. Hajósai alapították Kr. e. 814-ben Karthágót.
Egykori gazdaságának alapja a bíborkereskedelem volt és jelentős bevételei miatt gyakran vált hódítók célpontjává. A Kr. e. 6. században a babilóniaiak sikertelenül ostromolták meg, de a bevehetetlennek hitt várost Kr. e. 332-ben Nagy Sándor seregei mégis el tudták foglalni. A Kr. e. 1. században rómaiak ostromolták meg és i. e. 64-ben a Római Birodalomhoz csatolták. A középkorban folyamatosan elvesztette jelentőségét majd a 13. században a mamelukok csaknem teljesen elpusztították. A 18. században egy részét újjáépítették, de korábbi befolyását nem nyerte vissza.